# (Anesthesia) Pulling Teeth
"(Anesthesia) Pulling Teeth" er et instrumental nummer lavet af Cliff Burton fra Metallica og er med på bandets debutalbum Kill 'Em All. Udover bassen indeholder nummeret også en stemmeintro der siger "Bass solo, take one" og tilføjelsen af Lars Ulrichs trommer ved 2:28.
Af effekter der bruges til soloen er Electro-Harmonix Big Muff PI USSR som Burton bruger til at skabe den kraftige fuzzede og mudrede forvrængning, mens han bruger en Morley Power Wah Boost som filter og til at skabe de wahwah effekter der findes flere steder.
Nummeret er en bassolo der fremviser Cliff Burtons erfaring og teknikker såvel som hans inspirationer: Geddy Lee fra Rush, Geezer Butler fra Black Sabbath, og jazzbassisten Stanley Clarke. Det er det eneste originale Metallica-nummer som James Hetfield ikke har været med til at skrive og det andet nummer Lars Ulirich ikke har været med til at skrive (det andet er Motorbreath)
Nummeret blev i mange år ikke spillet live efter Burtons død i 1986, men blev spillet for 125. gange ved en koncert i Detroit i 2013.

## Fodnoter
1. ↑  "Interview med Cliff Burton 1986". Arkiveret fra originalen 29. august 2016. Hentet 18. juli 2009.
2. ↑  "(ANESTHESIA) - PULLING TEETH". metallica.com. Hentet 13. august 2016.